# Lispocephala tibiseta
Lispocephala tibiseta är en tvåvingeart som beskrevs av Malloch 1935. Lispocephala tibiseta ingår i släktet Lispocephala och familjen husflugor. Inga underarter finns listade i Catalogue of Life.